# インフルエンザ脳症
インフルエンザ脳症（インフルエンザのうしょう）は、インフルエンザに関連して発症する急性脳症の通称である。インフルエンザウイルス感染に伴う発熱後、急速に神経障害・意識障害を伴う症候であり、病型は、急性壊死性脳症、ライ症候群、HSE症候群（hemorrhagic shock and encephalopathy syndrome、出血性ショック脳症症候群）などに分類されている。また、狭義には特に「急性壊死性脳症」を指す場合がある。

## 呼称について
インフルエンザに伴って発症する急性脳症を示す言葉として、本来は「インフルエンザ関連脳症、influenza-associated encephalopathy」が最も正確とされるが、通称として「インフルエンザ脳症」と呼ばれることが多い。

## 急性壊死性脳症
狭義のインフルエンザ脳症。5歳以下（特に1～3歳）に好発し、A型インフルエンザ（A香港型）が原因のことが多い。発熱して平均1.4日後に発症する。嘔吐・下痢・腎機能障害とともに意識障害も出現する。血小板が減少しDIC（播種性血管内凝固症候群）になることもある。原因は不明であるが、40℃以上の発熱の数時間継続と解熱剤の非ステロイド性抗炎症薬（NSAIDs）内服など、何らかの原因で脳の血管内皮細胞が障害されて起こるということがわかっている。インフルエンザに感染すると、サイトカインの産生が高まりミトコンドリアのエネルギー代謝が低下し、脂肪代謝系のCPT-II酵素への依存度が高まるが発熱継続によりCPT-IIの酵素活性が落ち、CPT-II遺伝子多型患者の場合はミトコンドリアが更にエネルギー不足に陥るためにインフルエンザ脳症を起こしやすいことがわかっている。ちなみに、DICを合併した場合をHSE症候群という。

### 治療
発熱によるCPT-II酵素失活により長鎖脂肪酸の利用が阻害されていることから、70%高炭水化物食と中鎖脂肪酸摂取が推奨されている。また頻回の食事摂取、解熱も薦められている。ベザフィブラートにはCPT-II転写活性作用があり、インフルエンザ脳症への効果が期待されている。

## ライ症候群
6～12歳に好発し、B型インフルエンザが原因のことが多い。他、水痘・帯状疱疹ウイルスなどでも生じる。発熱して5～7日後に発症することが多い。嘔吐・意識障害・痙攣を生じる。また、高度の肝機能障害・低血糖・高アンモニア血症も伴うことがある。解熱剤のアスピリンに含まれるサリチル酸がミトコンドリアを障害するという説がある。

## メフェナム酸やジクロフェナク
インフルエンザの臨床経過中に発症した脳炎・脳症の重症化と解熱剤の使用について、ジクロフェナクナトリウム又はメフェナム酸が他の薬剤に比較してインフルエンザ脳炎・脳症による死亡についてわずかではあるが有意な結果を得たが、今後更なる研究が必要であるとされた。これらを受け、日本の厚生労働省はジクロフェナクナトリウムについてインフルエンザ脳炎・脳症患者に対する投与を禁忌とし、またインフルエンザの解熱目的でメフェナム酸は使用しないという合意を設けるに至った。また家庭での使用についても考慮し、厚生労働省は、日本医師会などにインフルエンザ流行期における解熱鎮痛剤等の慎重な使用について周知を要請した。
なお、これらの薬剤は、構造式を見れば明白であるがアセトアミノフェンやアスピリンやサリチル酸と明白に異なる。

## 異常行動に対する注意
小児は、高熱を出した際に、熱性譫妄（ねっせいせんもう）と言って、幻視、幻覚を見て、異常行動をする場合がある。例えば、壁に実際は存在しないアニメのキャラクターが見えると言って笑ったり、意味不明の言葉を喋ったり、理由もなく怯えたりすることがある。これがインフルエンザ脳症の初期症状であることもあるため、このような初期症状がみられた場合には、注意が必要であると専門家は喚起している。
インフルエンザ感染症の治療薬であるオセルタミビル（タミフル®）の副作用で異常行動を生じるという指摘が一時期あったが、その後の調査では相関関係は否定されている。